# (8451) Gaidai
(8451) Gaidai (1977 RY6) – planetoida z pasa głównego asteroid okrążająca Słońce w ciągu 4,62 lat w średniej odległości 2,77 au. Odkryta 11 września 1977 roku.